# Pedro de Brizuela
Pedro de Brizuela (Segovia, 1575 – Segovia, 8 de julio de 1632), arquitecto español que trabajó principalmente en su ciudad natal durante el tránsito del Renacimiento al Barroco.

## Biografía
Fue maestro mayor de obras de la Catedral de Santa María de Segovia desde 1589 a 1606, veedor de las obras del Obispado de Segovia y arquitecto de Felipe II, y así lo encontramos también como aparejador de las obras reales en el Palacio de Valsaín en el año 1613.
A pesar de los importantes proyectos que llevó a cabo, y la remuneración económica que conllevaron, su precariedad financiera en el momento de su muerte no permitió a su familia poner una lápida en la iglesia de San Esteban, donde fue sepultado.
Estuvo casado en primeras nupcias con María de Lossa. En segundas nupcias con María Temporal, con quien tuvo un hijo Pedro, bautizado en octubre de 1620. Posteriormente este sería cura en la localidad segoviana de Escalona del Prado.

## Obras

### Ciudad de Segovia
- Portada del monasterio de Santi Spiritu.
- Casa consistorial.
- Remodelación urbanística de la Plaza Mayor.
- Puerta de San Frutos de la Catedral.
- Cárcel real.
- Capilla del convento de Santo Domingo el Real.
- Finalización de la capilla del Hospital de la Misericordia.
- Portada interior de la Cueva de Santo Domingo en el convento de Santa Cruz la Real.
- Fuente del Caño Seco.
- Fuente del Azoguejo.
- Carnicería del Patín.
- Carnicería de San Francisco.
- Iglesia de Santa María Magdalena en Zamarramala.
- Reconstrucción del monasterio de San Vicente el Real.

### Provincia de Segovia
- Portadas principal y sur de la iglesia de San Sebastián en Villacastín.
- Iglesia de Santa Águeda en Veganzones.
- Venta del puerto de la Fuenfría.
- Ermita de San Roque en Valseca.
- Puente en el hoy despoblado lugar de Covatillas.[3]
- Puente en Santo Domingo de Pirón.